# NET1
NET1‏ (Neuroepithelial cell transforming 1) هوَ بروتين يُشَفر بواسطة جين NET1 في الإنسان.